# Hřích
Hřích (ze stsl. grěch, chyba, hřích) je náboženský pojem, který původně znamenal zbloudění, omyl, chybu, také ve smyslu urážky božstev. V biblických náboženstvích, v křesťanství, v judaismu a islámu, vyjadřuje hřích přesvědčení, že špatné jednání, hanebnost, zločin nezakládá jen vinu mezi lidmi, nýbrž znamená (také) porušení smlouvy (zákona) a řádu stvořeného světa a tím i vzpouru proti Bohu například sebevražda. Tomáš Halík definuje hřích jako „odcizení vůči Bohu i lidem i sobě samému, svému nejvlastnějšímu určení“. Dle Tomáškova katechismu je hřích: „vědomé a dobrovolné přestoupení zákona Božího“.

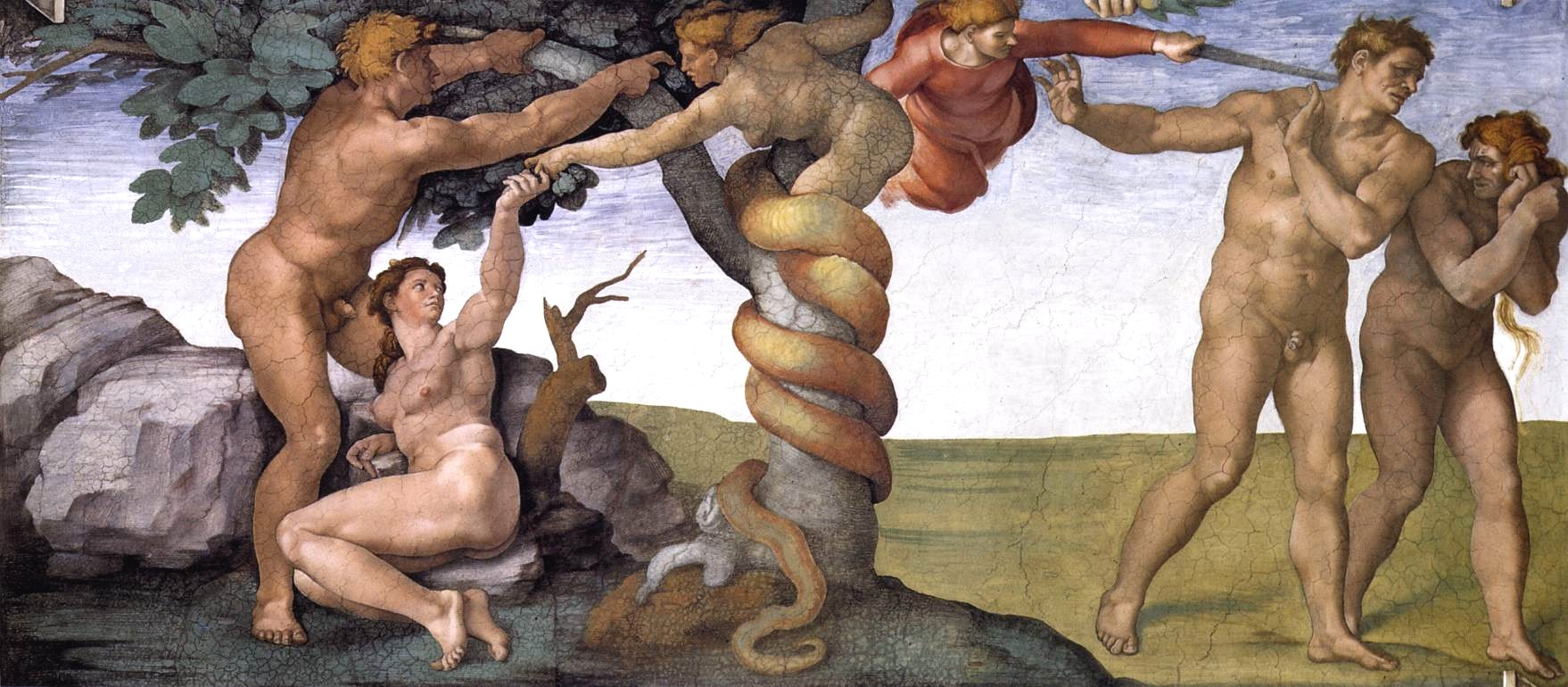
Michelangelo: Prvotní hřích a vyhnání z Ráje (Řím, Sixtinská kaple)

## Význam
Hřích obvykle označuje jednotlivé, vědomé a úmyslné rozhodnutí či jednání (nebo také nečinnost, myšlenku, projev apod.) proti Bohu a proti lidem. Pokud je navíc věcně závažné, je to podle křesťanské morálky těžký hřích, který člověka vylučuje z Božího společenství, kdežto ve věcech méně závažných nebo u jednání, které nebylo plně vědomé a svobodné, jde o hřích lehký nebo také všední. Podobné rozlišení lze nalézt i v judaismu, který používá rozdílné výrazy chet (חֵטְא), avon (עָוֹן) či peša (פֶּשַׁע), a v islámu. Zejména v protestantismu se slovem hřích někdy označuje i celková situace člověka, který je hříchem od Boha oddělen („hříšnost“) a potřebuje tedy jeho zvláštní pomoc, milost. V podobném smyslu se v křesťanských církvích mluví také o „dědičném“ nebo „prvotním hříchu“. „Cizím hříchem“ se člověk může provinit, když jiného k hříchu navádí, schvaluje ho nebo se mu nepokusí zabránit. Evangelista Matouš jmenuje také věčný hřích („hřích proti Duchu svatému“), tedy odpad od víry.

## Původ pojmu
Odpovídající řecký výraz hamartéma (αμαρτημα), podobně jako hebrejské slovo chet (חֵטְא), znamenalo původně míjet cíl, zbloudění, omyl, chybu. Ve starších pohanských společnostech se hříchem rozumělo také pochybení ve vztahu k božstvům. Latinské peccatum (pecco od ped-cos, kulhavý) patrně znamenalo chybu při oběti, zvíře s vadou; „hřešit“ ve starší češtině znamenalo klít, proklínat. Teprve s postupným rozvíjením lidské subjektivity, s posilováním osobní svobody a odpovědnosti a se vznikem monoteistických náboženství se začal hřích chápat jako osobní a vnitřní provinění a náboženství se začalo spojovat s morálkou v našem smyslu slova. Provinění vůči člověku se začalo chápat i jako hřích proti Bohu. Tuto proměnu lze sledovat v Bibli.
Vědomá reflexe hříchu se rodila na přelomu 3. a 2. tis. př. n. l. na Předním východě. Ve starém sumerském náboženství pravděpodobně pojem hříchu nebyl příliš rozvinutý, ovšem patrně odtud pochází. V období formulace sumerského mýtu o potopě světa zapsaného klínovým písmem na hliněných tabulkách začalo být vědomí hříchu obecně, ale rovněž vědomí hříchu osobního hlouběji reflektováno. Ucelenou reflexi hříchu nalézáme v mezopotámské oblasti v období mezi lety 1350–1050 př. n. l., kdy vzniká tzv. katalog hříchů nazvaný Šurpu (česky spálení). Hebrejská formulace mravů, zákona a hříchu v Tanachu je o stovky let mladší. Předpokládá se, že sumerští myslitelé ve 3. tis. př. n. l. vystavěli základy kosmologie a teologie, z níž později čerpal celý starověký Přední východ, zejména v oblasti stvoření, vztahu Boha/bohů k člověku a jeho narušení stvoření hříchem.

## Biblická náboženství
Pro Starý zákon je základním hříchem porušení smlouvy, „nevěra“ vůči Hospodinu, úcta prokazovaná jiným bohům a modlám (např. Ex 32, 30 (Kral, ČEP)).
Kromě toho však podle Starého zákona dostal člověk už při Stvoření první příkaz a zákaz (Gn 1, 28 (Kral, ČEP); Gn 2, 16 (Kral, ČEP)) a jen svou neposlušností si způsobil, že musí zemřít (Gn 3, 16 (Kral, ČEP)). S Noemem (Gn 9, 1 (Kral, ČEP)), s Abrahámem (Gn 17) i s Mojžíšem (Ex 20 a násl.) Hospodin uzavřel smlouvy, které ovšem Izrael opakovaně porušil a neplnil, čímž se prohřešil proti Hospodinu. Hřích tak znamená zneužití lidské svobody a porušení smlouvy a zákona. Netýká se jen vztahu k Hospodinu a nespočívá jen v porušení výslovného zákazu, ale vzniká i lhostejností vůči slabším ve společnosti: „Hledejte právo, zakročte proti násilníkovi, dopomozte k právu sirotkovi, ujměte se pře vdovy.“ (Iz 1, 17 (Kral, ČEP))
Nestačí jednat tak, jak jednají druzí, ale od každého Izraelce se vyžaduje, aby sám dokázal posoudit, co je a není hřích: „Nepřidáš se k většině, když páchá ničemnosti.“ (Ex 23, 2 (Kral, ČEP)) K tomu ovšem potřebuje pomůcku, což je Tóra se svými přikázáními. Židovští učenci pak rozpracovali tuto myšlenku do systému detailních příkazů.

## Nový zákon
Podle Matoušova evangelia přišel Ježíš na svět, aby „vysvobodil svůj lid z jeho hříchů“ (Mt 1, 21 (Kral, ČEP)), to znamená obnovil jeho vztah k Hospodinu, a Ježíš skutečně „odpouští hříchy“ (např. Mt 9, 2 (Kral, ČEP)). To neznamená, že by tím pojem hříchu nějak oslabil, ale přílišné soustředění na jednotlivé předpisy a hříchy v tomto smyslu začalo bránit tomu, k čemu měl pojem hříchu sloužit. Ježíš předně odmítá představu znečištění něčím vnějším: „Ne co vchází do úst znesvěcuje člověka, ale co z úst vychází, to člověka znesvěcuje.“ (Mt 15, 11 (Kral, ČEP)). Hřích vzniká „v srdci“. Za druhé Ježíš odmítá představu, že by nemoc nebo postižení mohlo být trestem za hřích: nezhřešil ani slepý člověk ani jeho rodiče (J 9, 3 (Kral, ČEP)). "Bible 21" překládá volně: "Nejde o to, zda zhřešil on, nebo jeho rodiče, ale aby na něm byly zjeveny Boží skutky." Hřích není na člověku vidět a jen Bůh o něm ví, takže jen Bůh jej může také soudit (J 8, 10 (Kral, ČEP)).
Hlavní téma Ježíšova kázání i působení je ale „záchrana“ nebo „vykoupení“, totiž možnost, jak se z uzavřeného kruhu hříchů dostat. Evangelia ji nazývají „obrácení“ nebo „pokání“ a přirovnávají k odpuštění dluhu (Mt 18, 23 (Kral, ČEP)). „Tuto překážku pak prolomila smrt a vzkříšení Ježíše Krista“ (1Jan 3,5 a další). Pavel z Tarsu přirovnává stav člověka, který ví, co by měl a neměl, ale není schopen to dodržet, k „otroctví“ a v návaznosti na Starý zákon mluví o „smrti“. „Je ale možné přijmout Boží milost a namísto věčné smrti získat spásu“ (Ř 6, 23 (Kral, ČEP)). Jinde dokonce říká, že hřích je důsledek zákona: bez příkazů a zákazů by nebyly ani hříchy. V Prvním listu Korintským píše o lásce, která je protikladem hříchu a ukazuje i její praktické důsledky (1Kor 13, 1 (Kral, ČEP)). Nicméně se i v jeho listech objevují různé pomůcky, jak rozpoznat hřích – zejména seznamy neřestí (1Kor 6, 9 (Kral, ČEP); Ga 5, 19 (Kral, ČEP) aj.).

## Křesťanství
Křesťanská církev se hlásí k tomuto odkazu Starého i Nového zákona, nesmírně rozsáhlá křesťanská literatura však svědčí o tom, jak obtížné je se s ním vyrovnat. Velcí myslitelé a světci vždy znovu objevují, že poselství pokání a lásky je vlastně jednoduché a znamená skutečnou svobodu. Sv. Augustin popisuje člověka ve hříchu slovy: „člověk zakřivený sám do sebe“ (homo incurvatus in se), tedy uzavřený a neschopný navazovat vztahy s lidmi i s Bohem, takže nemůže plnit přikázání lásky. Sv. Tomáš Akvinský píše, že „hřích není nic jiného než zlý lidský čin“ (peccatum est nihil aliud, quam actus humanus malus) a dodává, že „teologie v něm vidí zejména urážku vůči Bohu“. Martin Luther v dopise úzkostlivému Melanchthonovi dokonce radil „Hřeš silně, ale ještě silněji věř a raduj se v Kristu“. Nicméně vážná starost o dobrý život svěřených lidí a špatné zkušenosti vedou znovu a znovu k vypracovávání podrobnějších návodů, jak se hřích pozná, a chtě nechtě tak opět soustřeďují hlavní pozornost na hřích a zákon.

## Křesťanská praxe
Vstupem do všech křesťanských církví je obřad křtu, často chápaný jako svátost, s názornou a již biblickou symbolikou očišťování vodou, které znamená odpuštění hříchů. Ke křesťanské tradici též patří víra, že upřímná a účinná lítost, vyznání hříchů a pokání jsou cestou k odpuštění hříchů. V katolické církvi se tato tradice vyvinula v ústní zpověď v rámci svátosti smíření, v různých větvích křesťanství včetně katolictví existují též různé formy veřejné zpovědi, buď osobní a konkrétní, nebo obecné a společně recitované. Některé evangelikální církve spojují osvobození od hříchu s vyznáním víry na základě doslovného výkladu věty „Kdo vyzná svými ústy Ježíše jako svého pána, bude spasen“ (Ř 10, 13 (Kral, ČEP)).

### Druhy hříchů
Základní dělení hříchů je na hříchy lehké a hříchy těžké. Vedle tohoto dělení se rozlišují:
1. Hříchy do nebe volající. Dle písma svatého tyto hříchy přímo vyzývají Boha, aby hříšníka potrestal. Jsou to: úmyslná vražda, sodomský hřích, utiskování chudých lidí, vdov a sirotků, zadržování nebo ujímání mzdy dělníkům.[2]
2. Hříchy proti Duchu svatému. Tyto hříchy zcela zvláštním způsobem odporují milosti Ducha svatého, a proto obyčejně zamezují obrácení hříšníka. Dopouští se jich kdo: hřeší úmyslně na milosrdenství Boží (např. lidé před potopou), zoufá nad Božím milosrdenstvím (např. Jidáš), odpírá poznané křesťanské pravdě (např. Židé za časů Pána Ježíše), nepřeje a závidí bližnímu milosti Boží (např. Kain), má zatvrzelé srdce k spasitelnému napomínání (např. faraon), setrvává tvrdošíjně v nekajícnosti až do smrti (např. lotr po levici Pána Ježíše na Kalvárii).[2]
3. Hříchy cizí. Jsou to hříchy, na nichž je účasten někdo třetí. Cizího hříchu se dopouští ten, kdo: jinému ke hříchu radí, jinému hřích přikazuje, dává svolení ke hříchu jiného, jiného ke hříchu navádí, hřích jiného vychvaluje, ke hříchu jiného mlčí, hřích jiného netrestá, ač je tomu povinen, bere podíl na hříchu jiného, hřích jiného hájí.[2]

## Islám
Islám rozlišuje trojí úroveň hříchů, lehké, těžké a hříchy nevěry a odpadlictví, které nebudou odpuštěny. Hřích vyžaduje odpovídající trest. Islám nezná pojem prvotního či dědičného hříchu, ani pojem spásy a vykoupení.

## Metaforická užití
Jako metafora se slovo hřích užívá například ve spojení „hřích mládí“ a znamená pochybení nebo pošetilost, kterou lze omluvit mladým věkem. V triviálním významu se někdy mluví i o „hříchu“ proti dobrému vkusu nebo dokonce dietě.